# 行卷
行卷，有時稱干投行卷，是中國史上科舉的產物，考生在考试前把所作诗文写成卷轴，投送朝中显贵，以求其推薦給主考官。 如果是數日後又重新投送，則稱為溫卷。
因功利主義但又因考試不公(身言書判)，加上並無防作弊之機制。應試者會事先將自己所寫的詩文呈獻顯貴和主考官以博取虛名，並希望以此增加進士及第機會。因為唐代進士科等重文才，而唐朝士大夫好干謁競進，連李白、杜甫、王維、白居易、韓愈等大文豪也時干權貴，不諱言功利。
王维赴长安参加进士科考试，拿着行卷投在唐玄宗之弟岐王李隆範的門下，但岐王告訴他，张九皋已投在太平公主之門下。岐王叫王维装扮成伶人，在太平公主席前弹奏琵琶，公主識賞不已，待以上宾之礼。岐王趁機向公主推薦王維的詩文。日後王维果然中了第一名进士。白居易年轻时以诗向顾况行卷，顾况看到他的名字很轻视，就开玩笑地说：“长安米贵，‘居’亦弗‘易’。”然而当他读到诗中“野火烧不尽，春风吹又生”的诗句，又惊又喜，道：“有句如此，居天下何难！”白居易果然中进士。李商隐《与陶进士书》：“文尚不復作，况復能学人行卷耶？”有人偷背誦杨衡的诗文去应试而登第。杨衡见到此人，便问他：“你偷‘一一鹤声飞上天’了麼？”这人回答说：“知道兄臺最珍惜這句，不敢偷。”杨衡笑说：“那還可以原諒你。”
到了明朝，行卷是指举人中式的诗文。顾炎武《日知录·十八房》：“至（万历）乙卯以后，而坊刻有四种……曰行卷，则举人之作。”